# Aleksandr Boelatov
Aleksandr Boelatov (1971) is een Wit-Russische dammer.
Hij eindigde in maart 1989 op de 3e plaats van het jeugdkampioenschap van de Sovjet-Unie en in december 1989 op de 9e plaats van het wereldkampioenschap voor junioren.  
Hij werd Wit-Russisch kampioen in 1991 en 2016. 
Zijn beste resultaten in internationale kampioenschappen zijn de 9e plaats in het Europees kampioenschap 1995 in Lubliniec en de gedeeld 4e plaats in groep C van het wereldkampioenschap 1996 in Abidjan. 

## Resultaten in internationale kampioenschappen
Hij nam vijf keer deel aan het Europees kampioenschap dammen met de volgende resultaten: 
| jaar | locatie   | klassering  |
| ---- | --------- | ----------- |
| 1995 | Lubliniec | 9e          |
| 2012 | Emmen     | 17e         |
| 2014 | Tallinn   | 22e         |
| 2016 | Izmir     | gedeeld 20e |
| 2018 | Moskou    | gedeeld 16e |

Hij nam één keer deel aan het wereldkampioenschap dammen met het volgende resultaat: 
| jaar | locatie | klassering            |
| ---- | ------- | --------------------- |
| 1996 | Abidjan | gedeeld 4e in groep C |